# Kaplica biskupa Andrzeja Załuskiego na Wawelu
Kaplica bpa Załuskiego (znana także jako: kaplica biskupa Grota i kaplica Ożarowskich) pod wezwaniem świętego Jana Ewangelisty, świętej Marty, świętych Niewiniątek. Jedna z 19 kaplic okalających katedrę wawelską.
Ufundowana przed 1344 rokiem przez bpa Jana Grota. W 1501 roku wydzielono z niej zachodnią część tworząc kaplicę Jana Olbrachta. Przebudowana w latach 1758–1766 na koszt bpa Andrzeja Stanisława Załuskiego, kanclerza wielkiego koronnego, bez naruszenia późnorenesansowego nagrobka Walentego Dembińskiego, kasztelana krakowskiego (zm. 1584).
Przebudowa biskupa Załuskiego, przeprowadzona przez architekta Francesco Placidiego, nadała wnętrzu charakter rokokowy. Ołtarz w tym stylu zawiera obraz pędzla Salwatora Monosilio Rzeź niewiniątek (1767). Najsilniejszym akcentem wnętrza jest okazały marmurowy nagrobek ze stojącą figurą bpa Jana Grota (zm. 1346) z połowy XVIII wieku. Monumentalną, dodatkową ramę tworzy dla niego w widoku z obejścia okazały portal z posągiem bpa Załuskiego, zapewne projektu Placidiego.

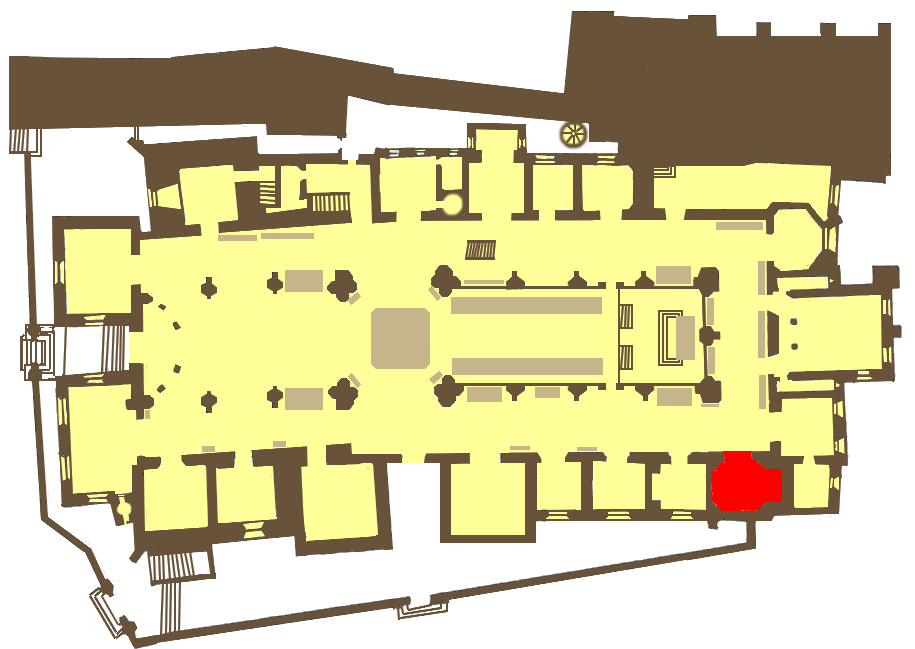
Lokalizacja
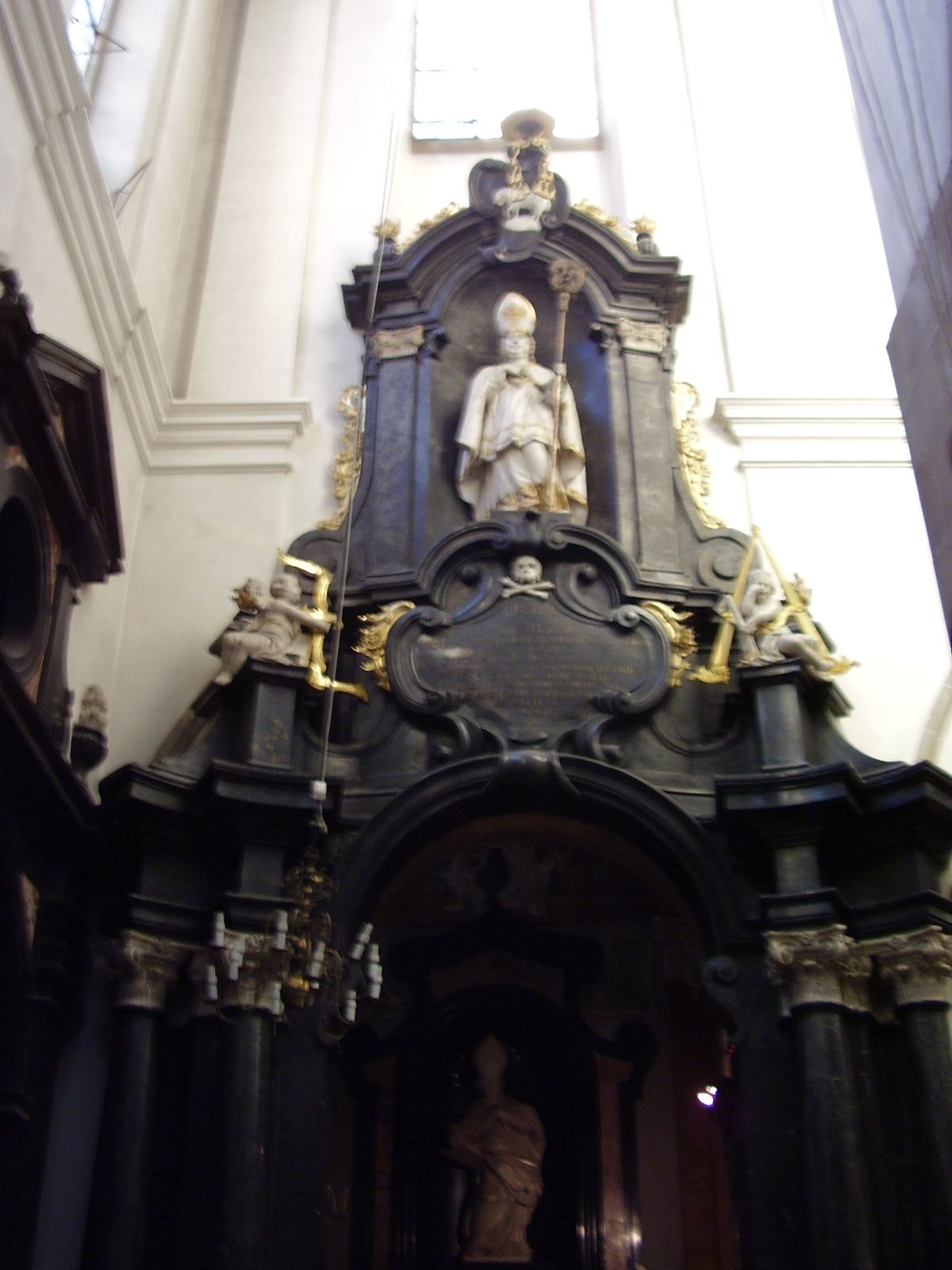
Portal wejściowy